# بیمارستان خاتم‌الانبیا (خفر)
بیمارستان خاتم‌الانبیا بیمارستانی است درمانی واقع در شهر باب‌انار مرکز شهرستان خفر استان فارس وابسته به دانشگاه علوم پزشکی جهرم که در سال ۱۳۹۲ با ۴۰ تخت مصوب تأسیس، و در حال حاضر ۲۷ تخت فعال دارد.

## بخش‌ها
| بخش‌های بستری                       | بخش‌های ستاره‌دار                                          | بخش‌های کلینیکی                                                                                                 | بخش‌های پاراکلینیک                                        |
| ---------------------------------- | -------------------------------------------------------- | --- | -------------------------------------------------------- |
| زنان - اطفال - داخلی - جراحی عمومی | اورژانس - زایمان - اتاق عمل - دیالیز - لیبر - پست پارتوم | داخلی - اطفال - قلب و عروق - زنان - ENT - درمانگاه طب فیزیکی و توانبخشی - درمانگاه جراحی عمومی - درمانگاه پوست | آزمایشگاه - رادیولوژی - NST - داروخانه - ECG - سونوگرافی |